# Martinskirche (Wehrda)

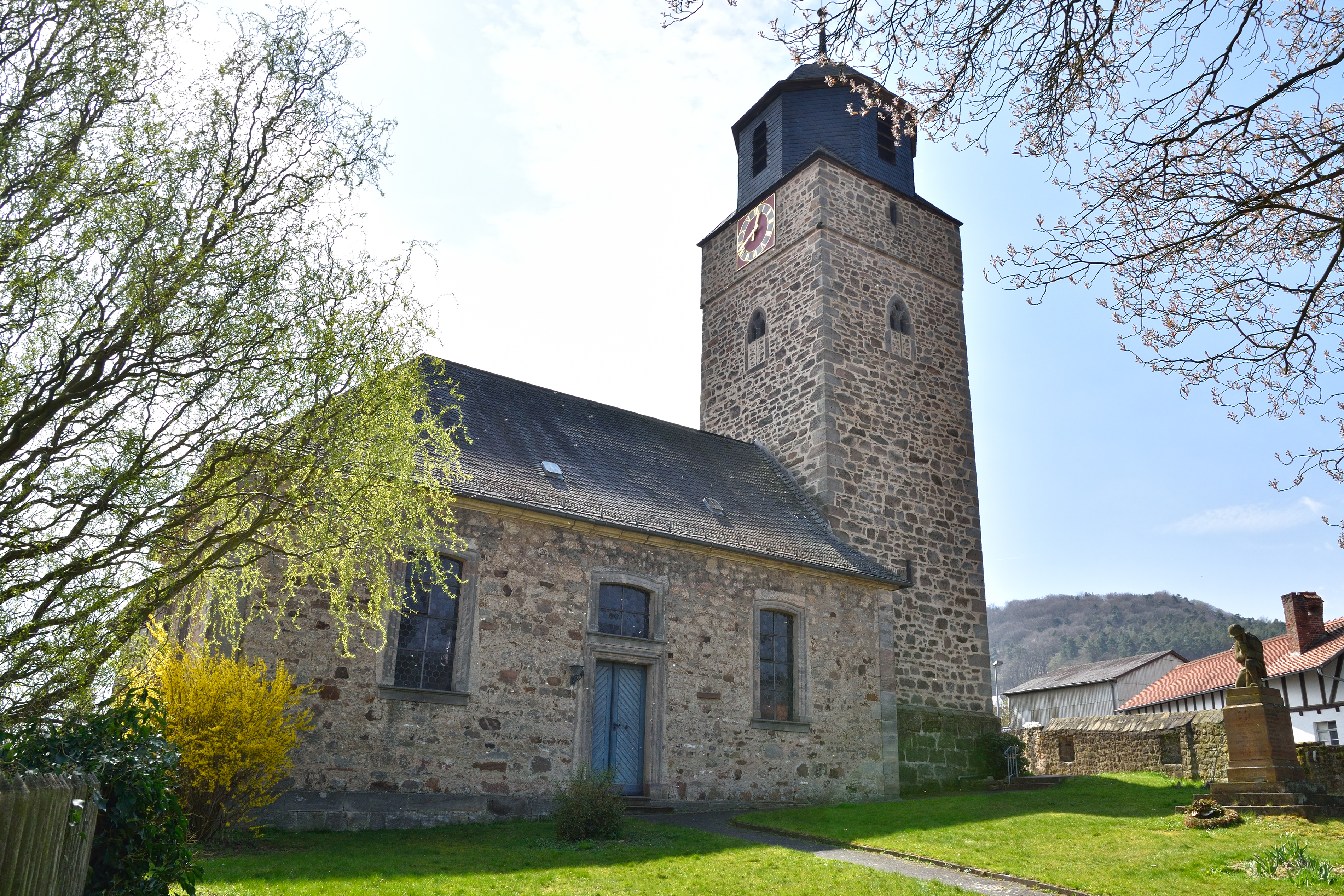
Martinskirche in Wehrda

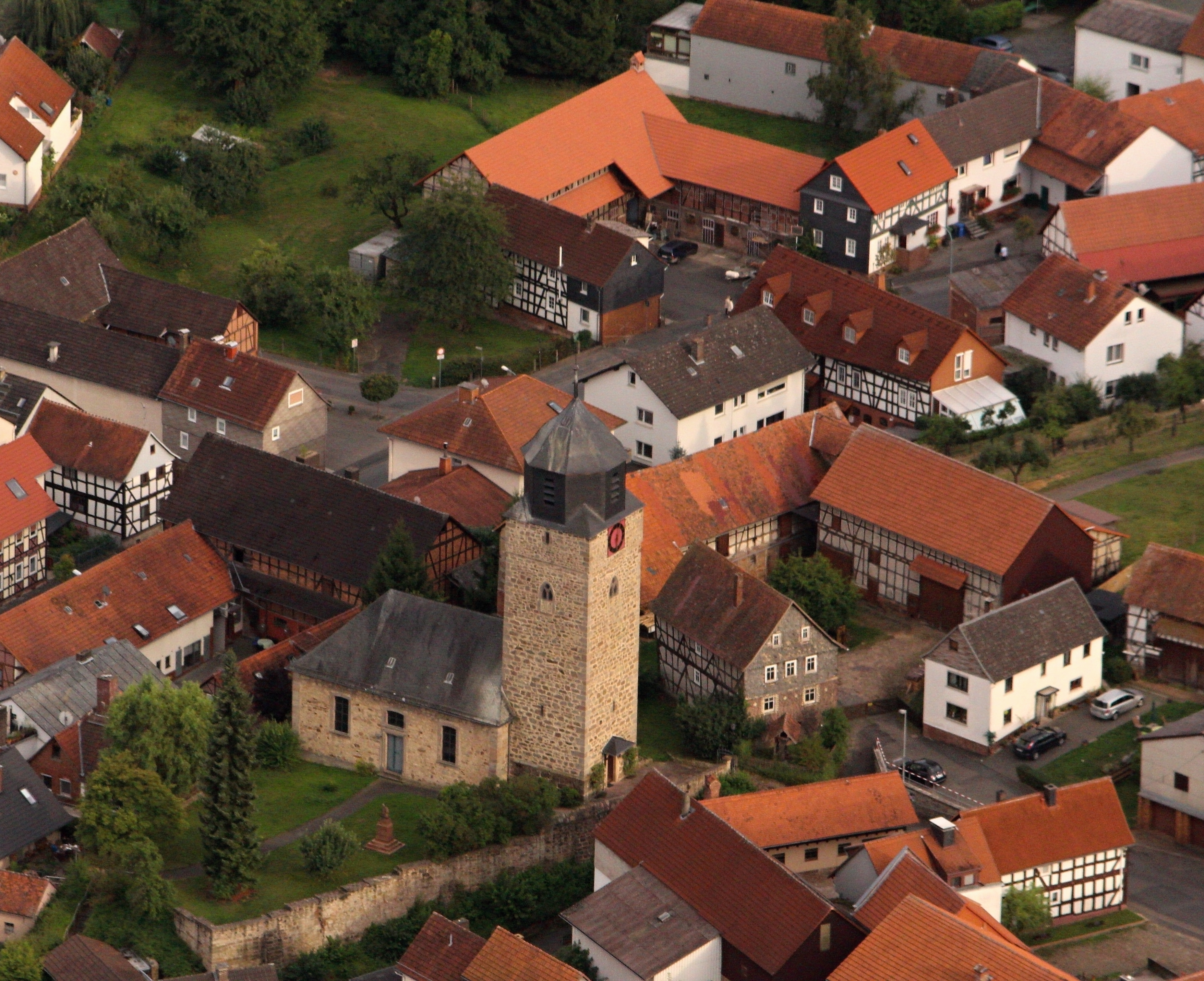
Luftaufnahme

Die evangelische Martinskirche ist eine barocke Saalkirche mit gotischem Wehrturm im Zentrum des alten Ortskerns von Wehrda. Das hessische Kulturdenkmal ist das Wahrzeichen des nach Marburg eingemeindeten Ortes.

## Lage im Stadtteil
Die Kirche steht oberhalb der Wehrdaer Straße im Kern des älteren Teils von Wehrda. Zu erreichen ist sie entweder von der Mengelsgasse über das Gässchen An der Martinskirche oder vom südlichen Teil Wehrdas über die Straße Im Hain und dann über den Lärchenweg. Die nächste Bushaltestelle befindet sich in der Mengelsgasse.

## Geschichte
Die Landgräfin Sophie vergab 1250 das Patronat der Pfarrkirche an den Deutschen Orden in Marburg, die alte und auch die neu erbaute jetzige Martinskirche waren von 1363 bis 1809 in den Deutschen Orden inkorporiert. Der erste protestantische Pfarrer war Johann Schmidt, der in der Gemeinde von 1527 bis 1533 tätig war.
Die Martinskirche besteht in ihrer heutigen Gestalt, seit das Kirchenschiff von 1770 bis 1774 erbaut wurde. Vorgängerkirche war eine seit 1232 belegte Pfarrkirche mit eigenem Pfarrer. Die Gemeinde gehörte seit 1509 zum Vikariat von Goßfelden, seit 1638 zum Vikariat von Cölbe, seit 1690 wieder zu Goßfelden. 1927 verband sie sich letztmals mit Cölbe, bis sie 1963 eigenständige Gemeinde wurde.

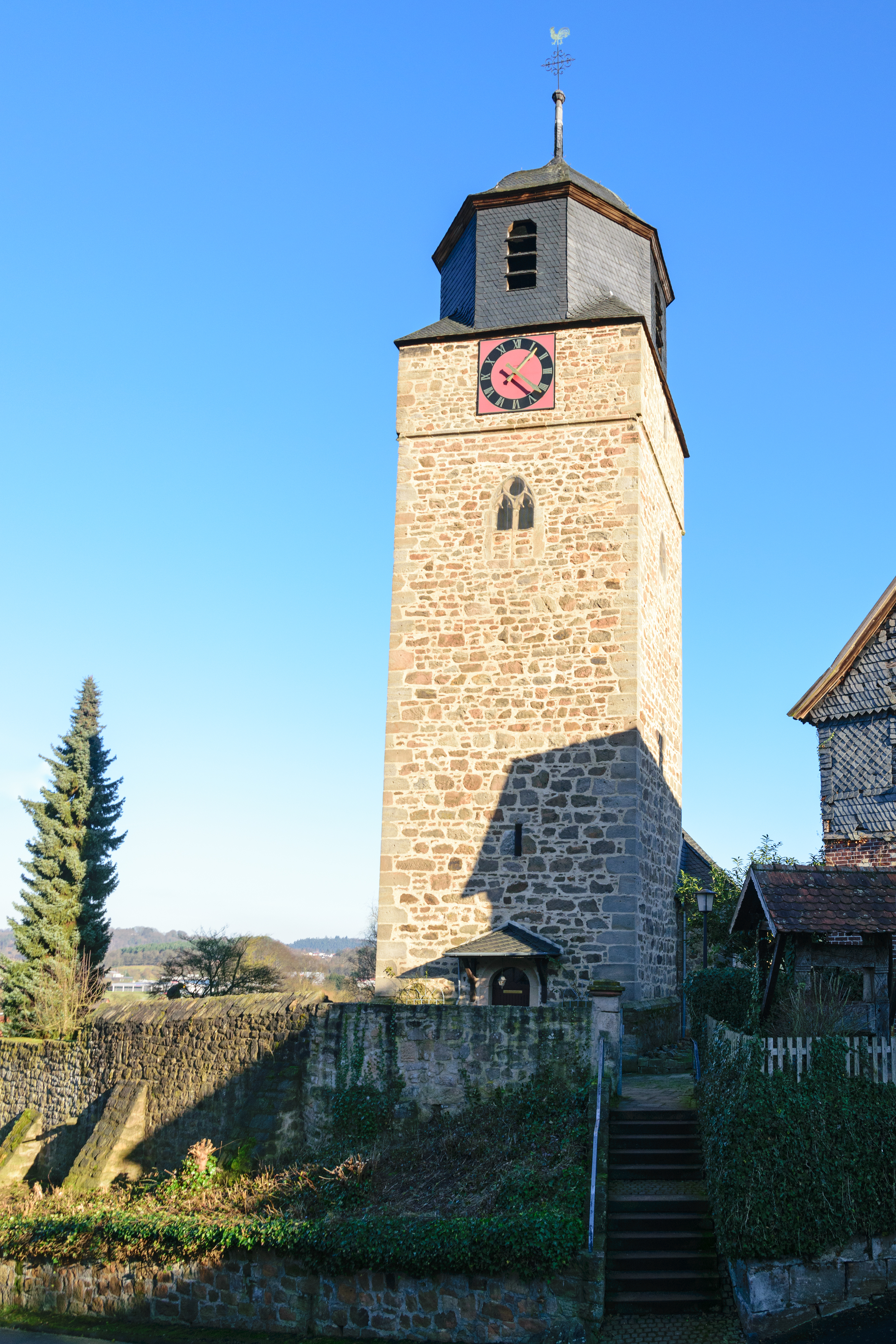
Turm

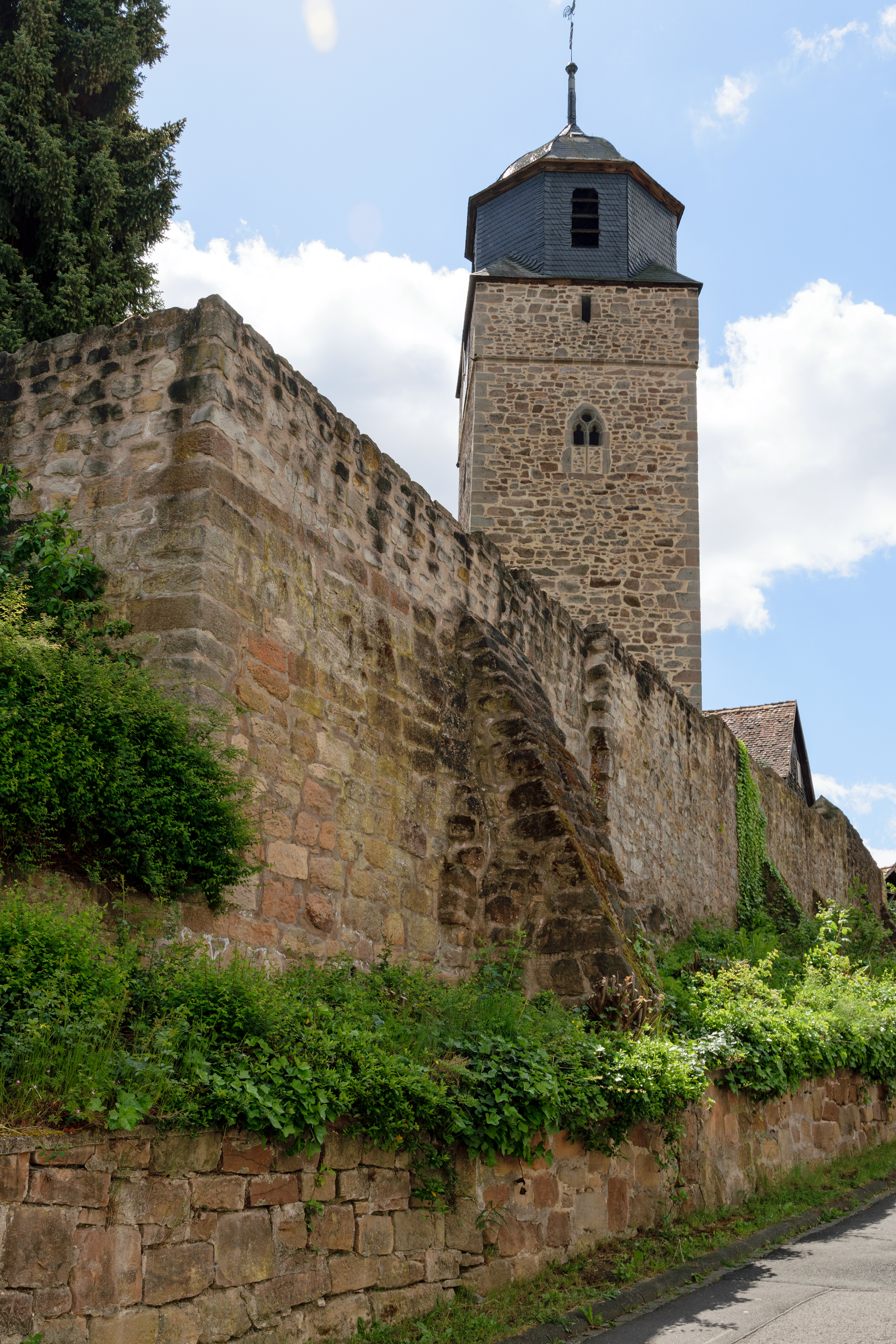
Mauer

Der heutige Kirchturm diente als Wehrturm dem Schutz der Bevölkerung. Auf seiner südlichen Seite sollten zwei Gräben eine Erstürmung erschweren. Das Gelände um die Kirche war umwehrt, die Mauern enthielten Gaden beziehungsweise kleine Räumlichkeiten. Die frühere Funktion ist durch zahlreiche Schlüsselschießscharten noch gut zu erkennen. Die Kirche wurde im Jahr 2000 innen und außen umfangreich saniert und erhielt eine Turmuhr mit zwei Zifferblättern.

## Architektur
Die in etwa geostete Saalkirche besteht aus dem barocken Kirchenschiff und dem mittelalterlichen Westturm. Die gesamte Kirche ist aus Bruchsteinen gebaut, das Walmdach mit Schieferschindeln gedeckt. Die Türen, Gebäudeecken und Fenstereinfassungen bestehen aus behauenen Steinen. Der rundbogige Haupteingang mit verschiefertem Vordach befindet sich an der westlichen Frontseite des Turmes; an der nördlichen Längsseite des Schiffes gab es früher einen rechteckigen Nebeneingang, dessen Türen außen noch vorhanden sind. Innen wurde er zu unbekannter Zeit vermauert, wahrscheinlich um die Kirchenbänke bis an die Außenmauer aufstellen zu können und dadurch mehr Sitzplätze zu gewinnen. Die Fenster des Kirchenschiffs mit flachen Stichbogen bestehen aus Butzenscheiben mit igen Bleifassungen. In einen etwa 50 cm breiten und 15 cm hohen Datumsstein von einem Vorgängergebäude an der Nordseite des Kirchenschiffs ist die Jahreszahl 1490 („ANNO DOMI MCCCCLXXXX“) eingemeißelt.
Der ehemalige Wehrturm aus Bruchsteinmauerwerk mit Eckquaderung in gotischem Stil ist fünfgeschossig. Er wurde von 2003 bis 2004 außen und innen saniert. Die unteren drei Geschosse weisen Schießscharten auf, das vierte Geschoss hat zweibahnige Maßwerkfenster, die im unteren Teil vermauert sind. Das oberste Geschoss ist durch ein umlaufendes Gesims abgesetzt. Dort befindet sich die Uhr, deren goldfarbene römische Ziffern in einem schwarzen Kreis auf einem weinroten, quadratischen Untergrund befestigt sind. Es gibt zwei Zifferblätter, jedoch nur ein Uhrwerk. Die Uhr wurde 2004 von der Glocken- und Kunstgießerei Rincker installiert. Der achtseitige hölzerne Helmaufbau ist mit Dachschindeln verkleidet. In ihm steht der Glockenstuhl für das Glockenspiel. Bekrönt wird er von einer niedrigen geschweiften oktogonalen Haube. An der Spitze des Glockenturms zeigt ein Wetterhahn aus Blech die Windrichtung an. Der Turm ist begehbar, jedoch nicht öffentlich zugänglich.

## Innenausstattung

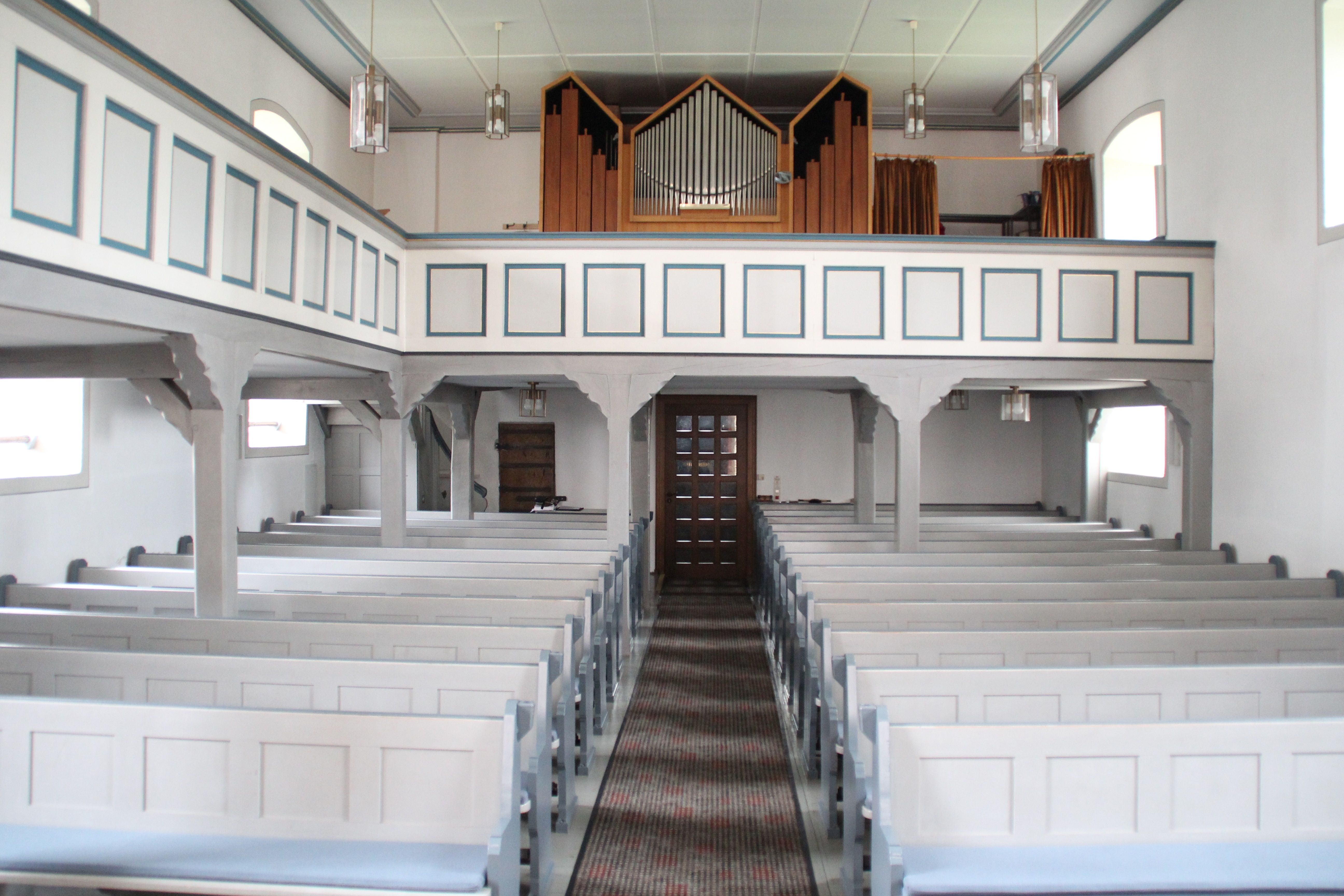
Kirchenschiff der Martinskirche Wehrda mit Emporen und Orgel

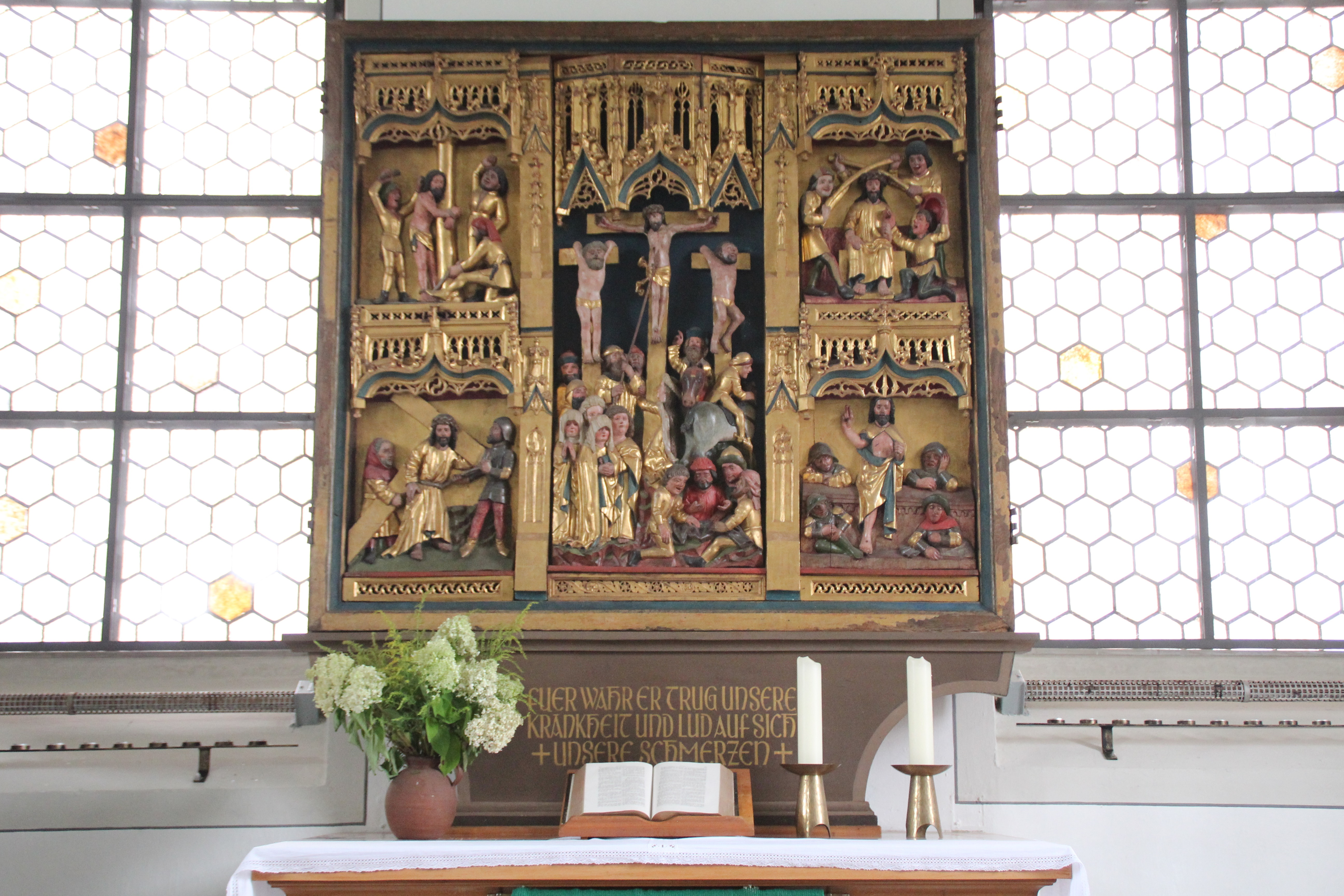
Schnitzaltar der Martinskirche Wehrda, um etwa 1500 angefertigt

Die Innenausstattung der Kirche bestand bis zur Restaurierung 1965 aus barocken Elementen, die durch schlichte graue Holzbänke und eine etwa zwei Meter hohe Kanzel ersetzt wurden. Altar und Kanzel sind in Weiß mit vergoldeten Zierelementen gehalten. Der Saal verfügt außerdem über eine Empore, die an der West- und Südseite eingebaut ist.

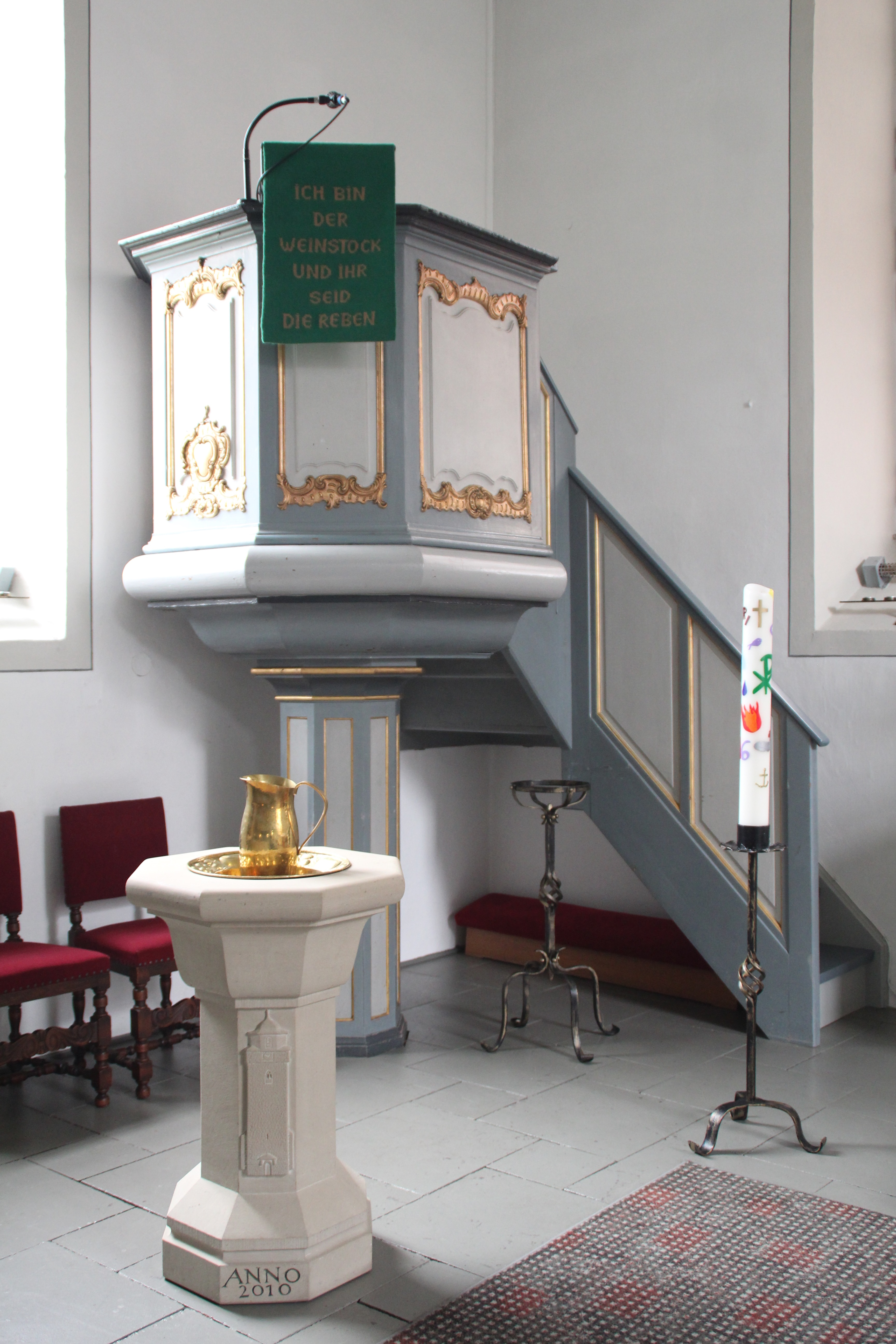
Kanzel und Taufstein der Martinskirche Wehrda

Aus der Zeit um 1500 ist der Mittelschrein eines spätgotischen Schnitzaltars erhalten geblieben, die Altarflügel gingen 1762 verloren. Wann genau der Altar entstand, ist unbekannt, er zeigt die Leidensgeschichte Jesu. Der Altarschrein enthält geschnitzte Figurengruppen, in der Mitte einen Kalvarienberg und seitlich davon vier Passionsszenen (Geißelung, Dornenkrönung, Kreuztragung und Auferstehung). Die Skulpturengruppe wird an ihren Seiten von dekorierten Pfeilern eingegrenzt, darüber befinden sich viele weitere kleine Verzierungen. Alle Figuren und Zierelemente bestehen aus Lindenholz und sind teilweise mit Leinwand überklebt.
An der Hinterseite besteht der Altar aus verleimtem Eichenholz, sämtliche Darstellungen und vorderseitigen Elemente sind mit dieser Fläche verschraubt. Die Einfassungen und Scharniere für die Flügelaufhängungen existieren noch. Der Altar war azuritblau und mit Vergoldungen und Versilberungen koloriert. Der stark verschmutzte Altar wurde in den 1980er-Jahren vom Landesamt für Denkmalpflege Hessen restauriert.
Im Jahr 2010 erhielt dir Kirche einen Taufstein, in dessen Sockel ein Abbild des Kirchturms eingearbeitet ist.

## Glocken

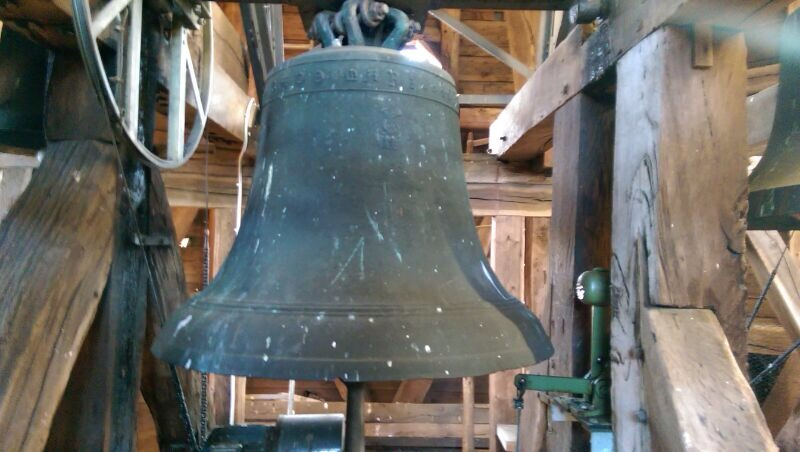
Glocke (a) aus dem Uhrwerk der Martinskirche

Die Kirche besitzt ein Geläut mit sechs Glocken, über die Informationstafeln in der Kirche Aufschluss geben. Alle Glocken tragen Inschriften. Die älteste der Glocken, in fis′′ gestimmt, stammt aus dem 13. oder 14. Jahrhundert und war bis zum Advent des Jahres 1988 aktiv. Sie brach aus der Halterung und wird seitdem nicht mehr geläutet. Sie wiegt 145 Kilogramm und enthält eine Inschrift mit spiegelverkehrten und auf dem Kopf stehenden alt-gotischen Zeichen. Die auf a′ gestimmte Glocke, auch Marienglocke genannt, ist mit 530 Kilogramm mit Abstand die schwerste. Sie wird auf das 15. Jahrhundert datiert und ihre Inschrift lautet: „O KÖNIG DER HERRLICHKEIT/ CHRISTUS KOMMT IN FRIEDEN/ MARIA“. Die auf h′, cis′′ und e′′ gestimmten Glocken wurden im Jahre 1957 angeschafft, die Glocke auf h′ wiegt 344 Kilogramm und trägt die Inschrift „SEID FRÖHLICH IN HOFFNUNG“, die cis′′-Glocke mit „GEDULDIG IN TRÜBSAL“ wiegt 228 Kilogramm; die Inschrift der e′′-Glocke mit einem Gewicht von 172 Kilogramm lautet: „HALTET AN AM GEBET“. Die Glocken schlagen täglich von 7 bis 22 Uhr die Uhrzeit. Die jüngste und leichteste Glocke aus dem Jahre 1992 wiegt 120 Kilogramm. Ihre Inschrift lautet: „FRIEDE AUF ERDEN“.

## Orgel

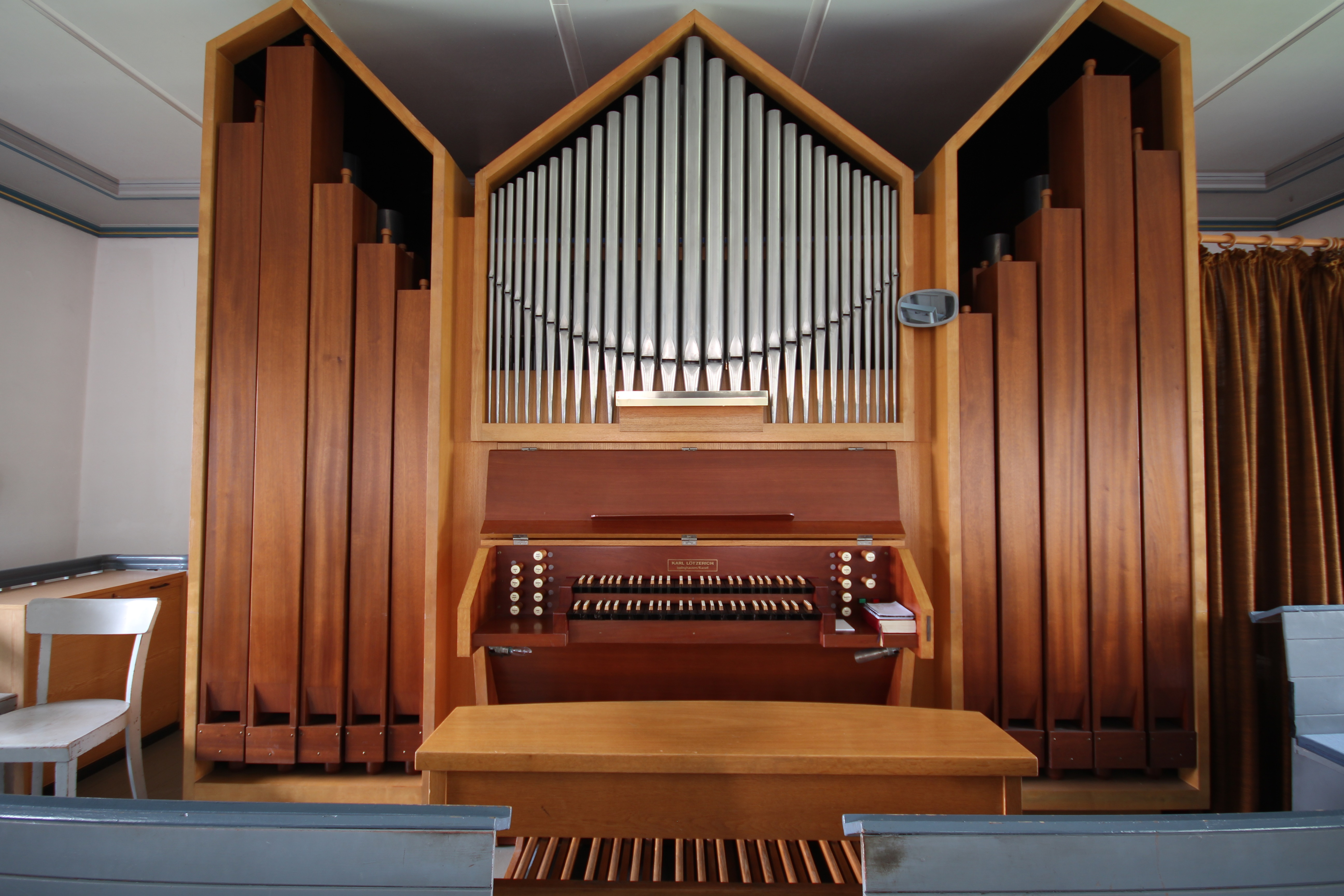
Lötzerich-Orgel der Martinskirche Wehrda

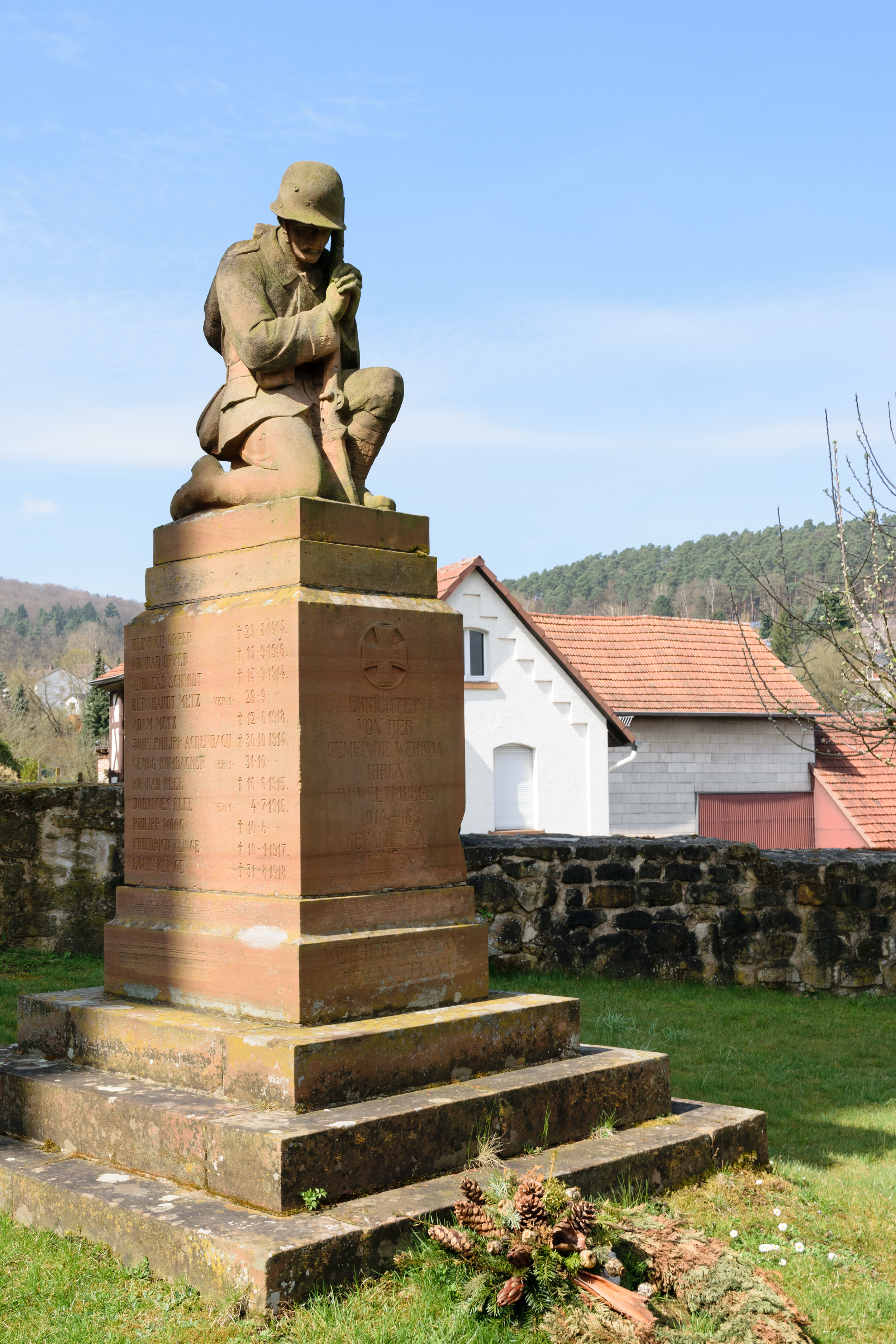
Gefallenendenkmal

Die Martinskirche erhielt 1829/1830 eine einmanualige Orgel mit neun Registern, die Heinrich Dickel aus Treisbach (Wetter), Vater von Peter Dickel, schuf. Sie wurde mehrfach umgebaut, zuletzt 1952 von Wolfgang Böttner. Die heutige Orgel baute Karl Lötzerich aus Ippinghausen im Jahr 1966. 1990 wurde sie von der Erbauerwerkstatt restauriert und die Höhe des Gehäuses verringert, damit die darüber befindliche Zwischendecke geschlossen werden konnte. Zudem wurden zwei neue Register in die Orgel eingebaut. Die Orgel hat Schleifladen mit mechanischer Spiel- und Registertraktur und ist bei einer Stimmhöhe von 440 Hz gleichstufig gestimmt. Sie verfügt über 15 Register, die auf zwei Manuale und Pedal verteilt sind.
| I Hauptwerk C–g3 |    |
| Metallgedackt    | 8′ |
| Prinzipal        | 4′ |
| Spitzflöte       | 4′ |
| Waldflöte        | 2′ |
| Mixtur IV        | 2′ |

| II Nebenwerk C–g3 |       |
| Holzgedackt       | 8′    |
| Rohrflöte         | 4′    |
| Prinzipal         | 2′    |
| Sesquialtera II   | 2 ⁄3′ |
| Scharff III       | 1′    |
| Cromorne          | 8′    |
| Tremolo           |       |

| Pedal C–f1     |      |
| Subbass        | 16′  |
| Offenbass      | 8′   |
| Metallgedackt  | 4′   |
| Hintersatz III | 2 ⁄3 |

- Koppeln: II/I, I/P, II/P

## Ehrenmal
Auf der nördlichen Seite der Kirche steht auf der Wiese ein Ehrenmal für gefallene Bürger Wehrdas im Ersten Weltkrieg. Auf einem Podest kniet ein deutscher Soldat, den Blick gesenkt. An den Seiten sind die Namen der Gefallenen eingraviert, an der Frontseite befindet sich ein Eisernes Kreuz und darunter die Inschrift: „Errichtet von der Gemeinde Wehrda ihren im Weltkriege 1914–18 gefallenen Helden – Weih Herz und Hand dem Vaterland“.

## Gemeinde
Die Martinskirche wird noch als Gotteshaus genutzt, Gottesdienst findet regulär an jedem Sonntag um 10 Uhr statt. Ein kleines in den 1970er Jahren errichtetes Gebäude etwa 20 Meter nördlich der Kirche am Ende der Mauer dient als Sakristei. Es wird auch vereinzelt für Kindergottesdienste genutzt, sofern diese nicht im Gemeindesaal stattfinden. Das Pfarrhaus mit angebautem Gemeindesaal und Gemeindebüro ist etwa 200 Meter Luftlinie entfernt im Huteweg 4. Dort werden weitere Veranstaltungen wie Andachten, Gemeindegruppen, Seniorennachmittage usw. durchgeführt.
Die evangelische Kirchengemeinde der Martinskirche Marburg-Wehrda gehört zum Kirchenkreis Marburg der Evangelischen Kirche von Kurhessen-Waldeck.
Der erste bekannte Priester war Bernhard von Holzhausen am 11. August des Jahres 1232; später sind sieben Pfarrer und eine Pfarrerin belegt:
- 1527–1533: Johann Schmidt (erster lutherischer Pfarrer),
- 1669–1688: Johann Henrich Conradi
- 1927–1944: Bernhard Heppe
- 1947–1957: Fritz Wüpper
- 1958–1963: Horst Heubner
- 1963–1970: Wilhelm Baum
- 1971–1993: Kurd-Hartmut Ickes
- 1994–1998: Elisabeth Balzer
- seit 1999: Armin Wehrmann